# 205424 Bibracte
205424 Bibracte este o planetă minoră (asteroid) din centura de asteroizi. A fost descoperită pe 13 aprilie 2001 la Le Creusot de Jean-Claude Merlin⁠(d). 
Obiectul prezintă o orbită caracterizată de o semiaxă mare de 2,68570748008 UAi, o excentricitate de 0,1, o înclinație de 5,1 ° în raport cu ecliptica.